# 马家街道
马家街道是中国辽宁省锦州市凌河区下辖的一个街道。

## 行政区划
马家街道下辖华兴社区、北山里社区、电校社区、松北社区、马家新区社区、松南社区、百官社区。